# Bathiorhamnus
Bathiorhamnus é um género botânico pertencente à família Rhamnaceae.